# Piotr Mankiewicz (matematyk)

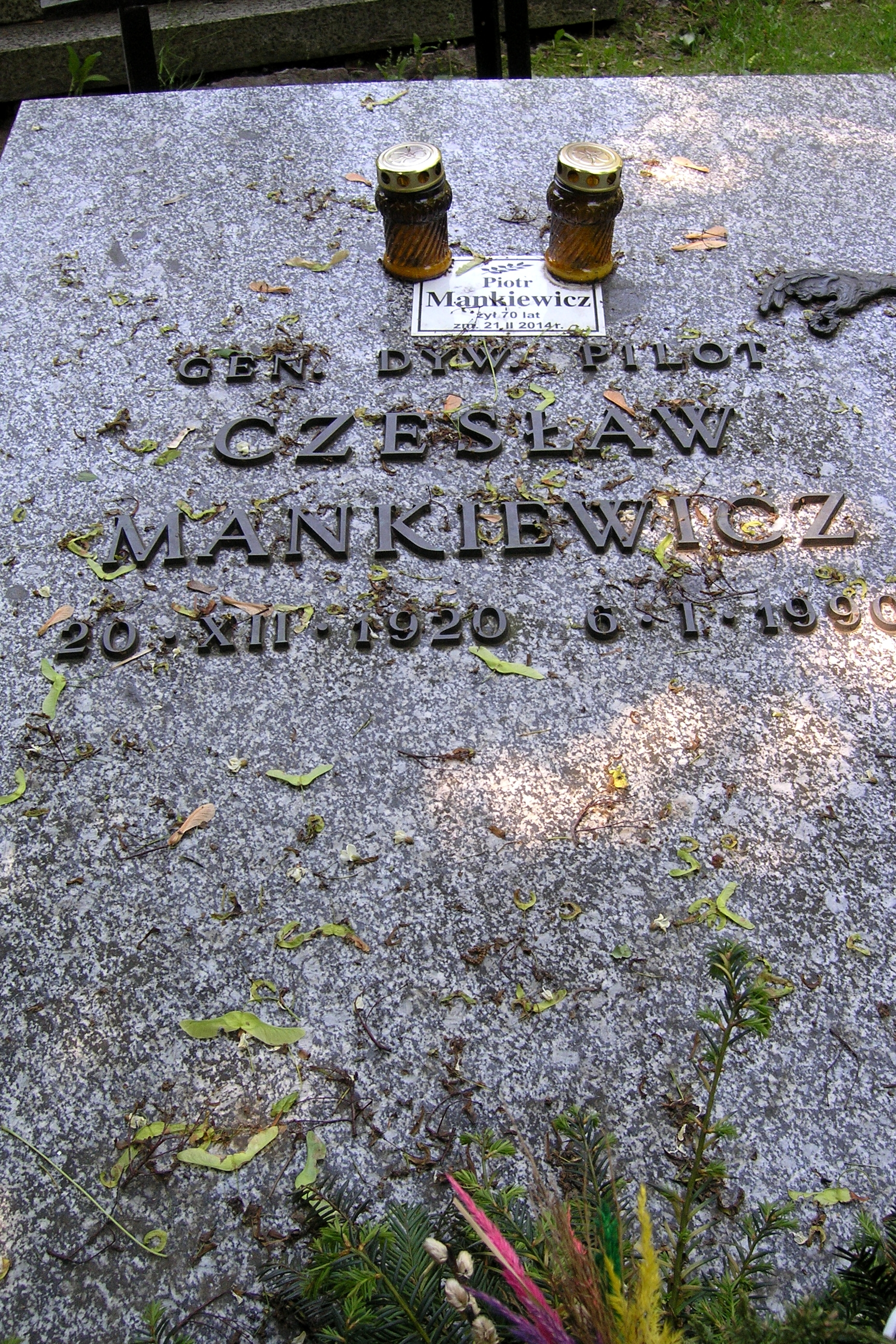
Grób gen. Czesława Mankiewicza i matematyka Piotra Mankiewicza na Cmentarzu Wojskowym na Powązkach

Piotr Mankiewicz (ur. 15 września 1944, zm. 21 lutego 2014) – polski matematyk, specjalista w zakresie analizy funkcjonalnej, prof. dr hab. Instytutu Matematycznego PAN.

## Życiorys
Od 1968 związany był zawodowo z Instytutem Matematycznym PAN. W 1969 uzyskał stopień doktora nauk matematycznych na podstawie rozprawy pt. "O ciągłości w topologii indukowanej funkcjonałów ciągowo ciągłych na podprzestrzeniach przestrzeni liniowej", a w 1973 habilitację na podstawie rozprawy pt. "O topologicznej, lipschitzowskiej i jednostajnej klasyfikacji przestrzeni liniowotopologicznych". Był członkiem Rady Naukowej Instytutu Matematycznego PAN, a także członkiem Zarządu Fundacji Rozwoju Matematyki Polskiej. Specjalizował się między innymi w dziedzinie geometrii przestrzeni Banacha. W 2009 odznaczony Krzyżem Kawalerskim Orderu Odrodzenia Polski. Został pochowany na cmentarzu Wojskowym na Powązkach (kwatera BII-1-2).